# Luigi Mengoni
Luigi Mengoni (* 25. August 1922 in Villazzano bei Trient; † 19. Oktober 2001 in Mailand) war ein italienischer Rechtswissenschaftler und Richter am italienischen Verfassungsgericht.
Luigi Mengoni, Bruder des Politikers Flavio Mengoni, wurde 1922 in Villazzano, heute eine Fraktion von Trient, geboren und absolvierte in Mailand an der Università Cattolica del Sacro Cuore ein Studium der Rechtswissenschaft, das er 1944 mit einer Arbeit zum Handelsrecht abschloss. 1951 erhielt er eine Berufung als außerordentlicher Professor für Zivilrecht an die Universität Triest. 1954 konnte er an die Cattolica zurückkehren und dort einen Lehrstuhl für Handelsrecht einnehmen, 1957 wechselte er auf einen Lehrstuhl für Zivilrecht. Seine akademische Karriere beendete Mengoni 1987, als er vom Präsidenten der Republik zum Richter am italienischen Verfassungsgericht ernannt wurde.
Vom 24. Oktober 1995 bis zu seinem Ausscheiden aus der Institution am 3. November 1996 war er Vizepräsident des Verfassungsgerichts. Mengoni war Mitglied der Accademia Nazionale dei Lincei, außerdem von 1998 bis 2000 Präsident der Associazione italiana del diritto del lavoro e della sicurezza sociale (deutsch: Italienischer Verband für Arbeitsrecht und soziale Sicherheit).
Besondere Bedeutung erlangten Mengonis wissenschaftliche Publikationen zum Arbeitsrecht.